# Урс Фішер
Урс Фішер (нім. Urs Fischer, нар. 20 лютого 1966, Трінген) — швейцарський футболіст, що грав на позиції півзахисника. По завершенні ігрової кар'єри — тренер.
Виступав, зокрема, за клуби «Санкт-Галлен» та «Цюрих», а також національну збірну Швейцарії.

## Клубна кар'єра
Народився 20 лютого 1966 року в місті Трієнджен. Вихованець футбольної школи клубу «Цюрих». У дорослому футболі дебютував 7 квітня 1984 року за основну команду того ж клубу, в якій провів три сезони, взявши участь у 49 матчах чемпіонату.
Своєю грою за цю команду привернув увагу представників тренерського штабу «Санкт-Галлена», до складу якого приєднався 1987 року і за який відіграв наступні вісім сезонів своєї ігрової кар'єри. Більшість часу, проведеного у складі «Санкт-Галлена», був основним гравцем його команди, а згодом і капітаном.
1995 року повернувся до «Цюриха», за який відіграв ще 8 сезонів, після чого оголосив про завершення професійної кар'єри футболіст. Загалом у найвищому футбольному дивізіоні Швейцарії відіграв у рекордних 545 матчах. При цьому за двадцятирічну ігрову кар'єру виборов лише один трофей, ставши володарем Кубка Швейцарії 1999/2000.

## Виступи за збірну
Наприкінці 1989 року дебютував в офіційних матчах у складі національної збірної Швейцарії. Наступного року провів у її формі ще три гри.

## Кар'єра тренера
Завершивши ігрову кар'єру у 2003 році, залишився у рідному «Цюриху», де працював з юнацькими командами різних вікових категорій. Протягом 2007—2008 років входив до тренерського штабу головної команди клубу, де був асистентом головного тренера Бернара Шалланда, після чого повернувся до роботи з молодіжним складом. Після звільнення Шалланда навесні 2010 року був призначений виконувачем обов'язків головного тренера основної команди «Цюриха», а невдовзі став повноцінним очільником її тренерського штабу. Привів команду до срібних нагород національної першості в сезоні 2010/11, утім згодом результати «Цюриха» погіршилися і в березні 2012 року Фішера було звільнено.
Згодом протягом 2013–2015 років очолював тренерський штаб «Туна».
18 червня 2015 року уклав дворічну тренерську угоду з «Базелем». У першому ж сезоні роботи з новою командою привів її до перемоги у чемпіонаті Швейцарії, а наступного року не лише захистив титул чемпіонів Швейцарії, але додав до нього перемогу в національному Кубку. Попри ці досягнення влітку 2017 року нове керівництво базельського клубу вирішило не продовжувати співпрацю з тренером.
У червні 2018 року очолив тренерський штаб берлінського «Уніона». Під керівництвом швейцарця команда у першому ж сезоні уперше у своїй історії підвищилася в класі до найвищого німецького дивізіону. В сезоні 2019/20 абсолютний новачок Бундесліги продемонстрував доволі впевнену гру і фінішував у середині турнірної таблиці, посівши 11-те місце.
| Дата       | Місто                  | Господарі | Результат | Гості     | Турнір           | Голи | Примітки |
| ---------- | ---------------------- | --------- | --------- | --------- | ---------------- | ---- | -------- |
| 13-12-1989 | Санта-Крус-де-Тенерифе | Іспанія   | 2 – 1     | Швейцарія | товариський матч | -    |          |
| 31-3-1990  | Базель                 | Швейцарія | 0 – 1     | Італія    | товариський матч | -    |          |
| 8-5-1990   | Берн                   | Швейцарія | 1 – 1     | Аргентина | товариський матч | -    | 46'      |
| 2-6-1990   | Санкт-Галлен           | Швейцарія | 2 – 1     | США       | товариський матч | -    | 46'      |
| Усього     |                        | Матчів    | 4         |           | Голів            | 0    |          |

### Тренерська статистика
Станом на 16 листопада 2023
| Команда          | Країна    | З              | По                | Статистика | Статистика | Статистика | Статистика | Статистика | Статистика | Статистика | Статистика |
| Команда          | Країна    | З              | По                | І          | В          | Н          | П          | Г+         | Г-         | РГ         | % П        |
| ---------------- | --------- | -------------- | ----------------- | ---------- | ---------- | ---------- | ---------- | ---------- | ---------- | ---------- | ---------- |
| «Цюрих»          | Швейцарія | 19 квітня 2010 | 12 березня 2012   | 83         | 38         | 19         | 26         | 146        | 108        | +38        | 45,78      |
| «Тун»            | Швейцарія | 1 січня 2013   | 17 червня 2015    | 112        | 46         | 30         | 36         | 158        | 137        | +21        | 41,07      |
| «Базель»         | Швейцарія | 18 червня 2015 | 2 червня 2017     | 102        | 68         | 20         | 14         | 234        | 105        | +129       | 66,67      |
| «Уніон» (Берлін) | Німеччина | 1 червня 2018  | 15 листопада 2023 | 224        | 95         | 58         | 71         | 324        | 291        | +33        | 42,41      |
| Разом            | Разом     | Разом          | Разом             | 521        | 247        | 127        | 147        | 862        | 641        | —          | 47,41      |

## Титули і досягнення

### Як гравця
- Володар Кубка Швейцарії (1):

«Цюрих»: 1999/2000

### Як тренера
- Чемпіон Швейцарії (2):

«Базель»: 2015/16, 2016/17
- Володар Кубка Швейцарії (1):

«Базель»: 2016/17